# عرف العلماء

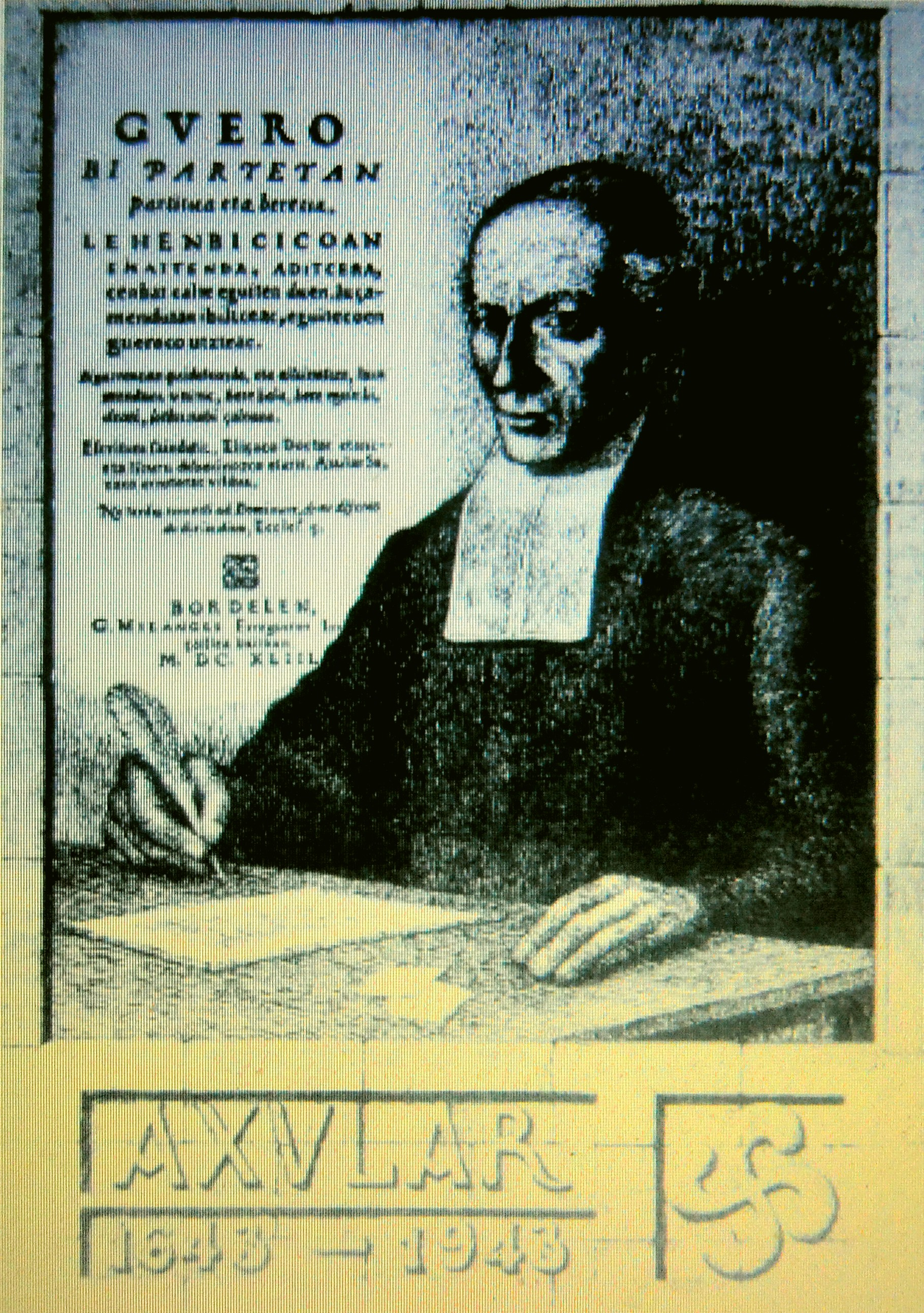

عرف العلماء هو اصطلاحهم والاصطلاح خلاف اللغة. وعرف العلماء هو عرف خاص.

## العربية
تدخل كثير من الألفاظ في عرف العلماء في العربية نقلًا من استعمالات أخرى.

## اللغات الأخرى
أكثر ألفاظ العرف العلمي في اللغات كالفرنسية والإنجليزية مأخوذة من اللألفاظ اليونانية والرومية.